# 윤희중 (1962년)
윤희중(尹熙重, 1962년 10월 20일~1999년 6월 5일)은 대한민국의 기타 연주자, 작사가, 작곡가(음악가), 정치인이다. 호(號)는 산남(山南)·상록(常綠)이다.

## 주요 이력
경기도 안성에서 출생하였고 한때 경기도 광주에서 잠시 유아기를 보낸 적이 있으며 한때 경기도 양주에서 잠시 유년기를 보낸 적이 있는 그는 1981년 기타리스트 첫 데뷔하였고 이후 작사가 겸 작곡가로도 활동하였으며 1990년 음악가 분야에서 사실상 은퇴하였다.
그는 이후 이어령, 조순, 최기선 등을 비롯한 수수여 정치인들의 예하 비서관 직과 이인제 경기도 도지사의 보좌관 직을 거쳐 최상엽 법무부 장관의 보좌관을 지냈다.
그는 가수 이선희(李仙姬)와 1992년 결혼하였고 이듬해 1993년 득녀하였으며 1998년 5월 31일을 기하여 이선희와 이혼하였고, 1999년 6월 5일 제초제를 복용해 스스로 생을 마감한 것으로 알려졌다.

## 음악가 시절 작품
- 작사: 이선희 - 갈등(1985년)
- 작사 및 작곡: 이선희 - 바람 속에서(1985년)
- 작사 및 작곡: 이선희 - 어둠은 걷히고(1986년)
- 작사 및 작곡: 이선희 - 길을 떠나자(1988년)
- 작사 및 작곡: 이선희 - 나의 거리(1989년)

## 주요 경력
- 이어령 前 대한민국 문화부 장관 비서관
- 이대엽 前 무소속 국회의원 비서관
- 정일권 前 한국자유총연맹 총재 비서관
- 허화평 前 무소속 국회의원 비서관
- 한광옥 前 무소속 국회의원 비서관
- 이진우 前 무소속 국회의원 비서관
- 이종찬 前 무소속 국회의원 비서관
- 이상득 前 무소속 국회의원 비서관
- 최영철 前 대한민국 통일원 장관 비서관
- 김도현 前 대한민국 문화체육부 차관 비서관
- 원세훈 前 대한민국 서울 강남구 구청장 비서관
- 김을동 前 대한민국 서울특별시 의회 무소속 의원 비서관
- 김길준 前 대한민국 전라북도 군산시 시장 비서관
- 박종선 前 자유민주연합 전임고문 예하 비서관
- 조순 前 대한민국 서울특별시 시장 비서관
- 이인구 前 무소속 국회의원 비서관
- 최기선 前 대한민국 인천광역시 시장 비서관
- 이인제 前 대한민국 경기도 도지사 보좌관
- 최상엽 前 대한민국 법무부 장관 보좌관

## 학력
- 서울고등학교 졸업(1981년)
- 5년제 한국방송통신대학교 경영학과 학사(1990년)